# Omphale aperta
Omphale aperta är en stekelart som beskrevs av Christer Hansson 2004. Omphale aperta ingår i släktet Omphale och familjen finglanssteklar.
Artens utbredningsområde är:
- Colombia.
- Costa Rica.

Inga underarter finns listade i Catalogue of Life.